# Mariosousa acatlensis
Mariosousa acatlensis là một loài thực vật có hoa trong họ Đậu. Loài này được (Benth.) Seigler & Ebinger mô tả khoa học đầu tiên năm 2006.